# Popoli indigeni più numerosi della Russia
Nella lista dei maggiori popoli indigeni della Russia vengono inclusi i popoli indigeni ancora esistenti nel territorio della Russia che non sono elencati nella lista di popoli indigeni minori della Russia.

## Popoli nominali
La seguente lista include popoli indigeni della Russia che sono popoli nominali, cioè popoli che fecero innalzare i loro nomi ad entità nazionali: stati indipendenti o aree autonome.
- Adighè, etnia e nominale per Adighezia, suddito federale della Russia
- Popoli altaici, etnia e nominali per Repubblica dell'Altaj, Territorio dell'Altaj, suddito federale della Russia
- Baschiri, etnia e nominali per Baschiria, suddito federale della Russia
- Balcari, etnia e nominale per Cabardino-Balcaria, suddito federale della Russia
- Buriati, etnia e nominale per Buriazia, suddito federale della Russia
- Ceceni, etnia e nominale per Cecenia, suddito federale della Russia
- Tartari di Crimea, etnia e nominale per Repubblica di Crimea, suddito federale della Russia (dal 18.03.2014 contesa tra Russia e Ucraina);
- Ciuvasci, etnia e nominale per Ciuvascia, suddito federale della Russia
- Circassi, etnia e nominale per Karačaj-Circassia, suddito federale della Russia
- Ingusci, etnia e nominale per Inguscezia, suddito federale della Russia
- Cabardi, etnia e nominale per Cabardino-Balcaria, suddito federale della Russia
- Calmucchi, etnia e nominale per Calmucchia, suddito federale della Russia
- Carachi, etnia e nominale per Karačaj-Circassia, suddito federale della Russia
- Careliani, etnia e nominale per Carelia, suddito federale della Russia
- Chakassi, etnia e nominale per Chakassia, suddito federale della Russia
- Komi, etnia e nominale per repubblica dei Komi, suddito federale della Russia
- Mordvini, etnia e nominale per Mordovia, suddito federale della Russia
- Osseti, etnia e nominale per Ossezia settentrionale, suddito federale della Russia
- Etnico Russi (per distinguere dai russi come cittadini della Russia indipendentemente dall'etnia), nominale per Russia, persone che formano lo stato[1] Russia;
- Mari, etnia e nominale per repubblica dei Mari, suddito federale della Russia
- Tatari, etnia e nominale per Tatarstan, suddito federale della Russia
- Tuvani, etnia e nominale per Tuva, suddito federale della Russia
- Udmurti, etnia e nominale per Udmurtia, suddito federale della Russia
- Jakuti (auto-designazione: Sacha), etnia e nominale per Repubblica di Sacha (Jacuzia), suddito federale della Russia

## Popoli indigeni del Daghestan
Questa piccola repubblica ha un numero relativamente grande di gruppi etnici e lingue. Secondo un decreto del 2000 emanato dal governo della Federazione Russa. Si era supposto che il Daghestan avesse compilato le proprie liste di popoli indigeni minori, per includerli nella lista complessiva dei popoli indigeni minori della Russia. I popoli sottostanti non ricadono sotto i criteri del decreto.
- Aguli[3]
- Avari[3]
- Aukhovite Ceceni[3]
- Azeri in Daghestan (principalmente a Derbent e nei suoi sobborghi)[3]
- Dargini[3]
- Cumucchi[3]
- Laki[3]
- Lezgini[3]
- Nogai[3]
- Etnico Russi[3]
- Rutuli[3]
- Tabasarani[3]
- Tati[3]
- Tsakhuri[3]